# Earth to Echo
Earth to Echo (bra: Terra para Echo; prt: Terra Chama Echo) é um filme estadunidense de 2014, dos gêneros ficção científica e aventura, dirigido por Dave Green e produzido por Robbie Brenner e Andrew Panay para a Walt Disney Pictures.

## Elenco
- Teo Halm como Alex Nichols
- Brian "Astro" Bradley como Tuck Simms
- Reese Hartwig commo Reginald "Munch" Barrett
- Ella Wahlestedt como Emma
- Jason Gray-Stanford como Dr. Lawrence Masden
- Algee Smith como Marcus Simms
- Cassius Willis como Calvin Simms
- Sonya Leslie como Theresa Simms
- Kerry O'Malley como Janice Douglas
- Virginia Louise Smith como Betty Barrett
- Peter Mackenzie como James Hastings
- Myk Watford como Blake Douglas
- Tiffany Espensen como Charlie
- Israel Broussard como Cameron
- Valerie Wildman como Christine Hastings
- Mary Pat Gleason como Dusty (Mulher no Bar)
- Sean Carroll como Podcast (voz)

## Sinopse
Os adolescentes Alex, Tuck, e Munch passam a receber estranhas mensagens pelo celular depois que tem início uma construção na vizinhança.

## Prêmios e indicações
| Ano  | Prêmio                  | Categoria                  | Resultado |
| ---- | ----------------------- | -------------------------- | --------- |
| 2014 | Teen Choice Awards      | Choice Summer Movie        | Indicado  |
| 2014 | Heartland Film Festival | Truly Moving Picture Award | Venceu    |